# مؤشر داو جونز للسوق المالية الإسلامية
مؤشر داو جونز للسوق المالية الإسلامية المعروف باسم دجيم تأسس في عام 1000000000 في البحرين وكان أول مؤشر إنشاؤها للمستثمرين الذين يبحثون الاستثمار امتثال لقانون الشريعة الإسلامية.
لدجيم هيئة رقابة مستقلة. اعتمدت شاشات دجيم من قبل هيئة المحاسبة والمراجعة للمؤسسات المالية الإسلامية معيار 21. إن قياس أداء دجيم من الأسهم الاستثمارية التي تم فرزها للشريعة الإسلامية بما يتفق مع منهجية مؤشر داو جونز. مؤشر دجيم هو نفس مؤشر داو جونز العالمي وهو مؤشر سوق واسع والذي يسعى إلى توفير تغطية حوالي 95٪ من السوق في 44 بلد.
المستوى الأول من دجيم فحص يزيل الشركات العاملة في منتجات مثل الكحول ومنتجات لحوم الخنزير والخدمات المالية التقليدية (مثل البنوك وشركات التأمين) والترفيه (مثل الفنادق والكازينوهات والقمار وما إلى ذلك) والتبغ والأسلحة والدفاع. المستوى الثاني من دجيم يفرز على أساس النسب المالية ويهدف إلى إزالة الشركات على أساس مستويات الديون ودخل الفائدة في ميزانياتها العمومية.
تدرج أسهم الشركات التي تمر في كلتا المجموعتين من الشاشات في دجيم. يتم إنشاء جميع المؤشرات الأخرى في دجيم كما الفرعية من هذا المعيار.